# Agata Klimczak
Agata Klimczak-Kołakowska (ur. 2 października 1989 w Lublinie) – polska aktorka teatralna, telewizyjna i radiowa, pedagog a także wokalistka, kostiumolog i reżyser, autor musicali i widowisk plenerowych. Prezes Fundacji im. Romana Kołakowskiego w latach 2019-2023. Obecnie dyrektor Kieleckiego Centrum Kultury.

## Życiorys
Absolwentka III Liceum Ogólnokształcącego im. Unii Lubelskiej oraz Państwowej Szkoły Muzycznej II stopnia im. Tadeusza Szeligowskiego w Lublinie (2007). W czasach licealnych była aktorką w lubelskim Teatrze Panopticum. Absolwentka Państwowej Wyższej Szkoły Teatralnej im. Ludwika Solskiego w Krakowie (2013, kierunek aktorstwo dramatyczne, specjalizacja wokalno-aktorska) oraz Uniwersytetu Warszawskiego (2016, Wydział Zarządzania, kierunek zarządzanie kulturą). Wraz z nieżyjącym mężem Romanem Kołakowskim współprowadziła do jego śmierci w 2019 r. Teatr Piosenki realizując wiele wydarzeń i widowisk plenerowych.  W tymże roku założyła Fundację im. Romana Kołakowskiego, zajmującą się m.in. dokumentacją jego twórczości. Jako wokalistka śpiewa zarówno klasyczne piosenki francuskie, ballady rosyjskie, poezję śpiewaną, jak i piosenki kabaretowe. Ma jednego syna. 

## Nagrody
- Stypendium Urzędu Marszałkowskiego Województwa Lubelskiego (2005, 2006, 2007, 2008);
- Stypendium Prezydenta Miasta Warszawy (2021)
- Grand Prix Ogólnopolskiego Festiwalu Herbertowskiego (2007, 2008, 2009);
- PIOSTUR GOROL SONG Andrychów, III miejsce (2010)[4];
- Studencki Festiwal Piosenki, III miejsce (2012)[5];
- OFPA Rybnik, I miejsce (2014)[6];
- REFLEKTOR Koszalin, Grand Prix (2014)[7].

## Twórczość / Dzieła / Publikacje

### Teatr
- Hamlet (debiut teatralny), rola – Ofelia (premiera XI 2011), teatr STU w Krakowie, reż. K. Jasiński;
- Wyzwolenie, rola – Muza (premiera 11 XI 2012r.), teatr STU w Krakowie, reż. K. Jasiński;
- Maria Severa, rola – Clara da Silva, teatr PWST,  reż. T. Bradecki (premiera XI 2011);
- Przekleństwa niewinnosci, rola – Mary, teatr PWST, reż. Ł. Zaleski (premiera I 2013);
- Widzę i opisuję spektakl muzyczny, reż. J. Satanowski (premiera XII 2013);
- Raz się żyje spektakl muzyczny z piosenkami STSu, reż. J. Gast (od X 2014);
- Hip cHOPin rola – Luda, Teatr Piosenki, reż. R. Kołakowski (premiera 16 V 2015);
- Na rogu świata i nieskończoności spektakl muzyczny retro, rola – Mira Zimińska, Teatr Piosenki, reż. R. Kołakowski (premiera 19 IX 2015);
- Paradoksalny rozkład sfery Opera Matematyczna, rola – Góralka, ESK Wrocław, reż. R. Kołakowski (premiera 18 X 2016)
- Słynny niebieski prochowiec spektakl z piosenkami L. Cohena, rola – Jane, Teatr Piosenki, reż. R. Kołakowski (premiera 1 V 2017)

### Słuchowisko radiowe
- słuchowisko Matysiakowie, rola – Milena Ostrowska (od X 2015)

### Serial
- Julia – gościnnie jako fryzjerka Grażynka (2012)

### Widowisko telewizyjne
- Wielka księga Aniołów i Ludzi – koncert realizowany przez TVP, reż. B. Pawica (IV 2014);
- Dalekie wybrzeża ciszy – koncert w Programie 1 Polskiego Radia transmitowany przez TVP z okazji rocznicy pontyfikatu Jana Pawła II, reż. J. Kukuła, J. Gast (X 2014);
- prezentacja Europejskiej Stolicy Kultury Wrocław 2016, realizacja TVP, reż. J. Szoda (VI 2015);
- Piosenki ze starej pasieki – koncert piosenek J.K. Kelusa dla TVP, reż. R. Kołakowski (IV 2016);
- Wiara, Nadzieja, Miłość – koncert z okazji Światowych Dni Młodzieży w Warszawie, transmisja Polsat, reż. B. Pawica (VII 2016);
- Powitanie Ojca Świętego na Błoniach Krakowskich – jako Królowa Jadwiga, reż. R. Kołakowski (VII 2016).

### Inne zadania aktorskie
- udział w społecznym spocie informacyjnym „Rok pieszego” realizowanym w ramach współpracy Policji z mediami, reż. Arkadiusz Biedrzycki (2011)

### Asystent reżysera oraz kostiumolog
- Słynny niebieski prochowiec;
- Na rogu świata i nieskończoności;
- Piosenki ze starej pasieki (realizacja TV);
- Młoda Warszawa - 70 rocznica Powstania Warszawskiego
- 720 lecie Nowego Sącza (realizacja TV)
- Powitanie Ojca Świętego na Błoniach Krakowskich (realizacja TV);
- Dom wschodzącego słońca – premiera 23 IX 2016, Bałtycki Teatr Dramatyczny;
- Paradoksalny rozkład sfery – premiera 18 X 2016, ESK Wrocław; specjalny pokaz 3 IX 2019, Jubileuszowy Zjazd Matematyków Polskich w stulecie PTM.
- Galeria Sandecjana 725 - lecie Nowego Sącza (realizacja tv)

### Reżyser
- Recital Wędrowny blask (2019)
- Non est Finis (2019)
- Opera matematyczna- Paradoksalny rozkład sfery (2019, wznowienie)
- Moje serce zostało we Lwowie ( 2021)
- Civis Christi (2021, wznowienie)
- Itineris finis non Est ( 2021)
- Księga Tęsknoty- Leonard Cohen ( 2022)
- Łaszczyńscy- w służbie ludzkości (2023)
- Papkinada- piosenki Wiesława Gołasa (2024)
- Canticum Theatrum (2024)
- Kolumbowie Wszech czasów (2024)